# Hiro Kanagawa
Hironobu Kanagawa (金川 弘敦 Kanagawa Hironobu?, Sapporo, Hokkaidō, 13 de octubre de 1963), más conocido como Hiro Kanagawa, es un actor de doblaje y de televisión basado en Vancouver, Columbia Británica, Canadá y es de origen japonés. Kanagawa tiene obras escritas, incluyendo Tiger of Malaya y The Patron Saint of Stanley Park. Interpretó a Hachiro Otomo en la serie de televisión Heroes Reborn transmitida por el canal NBC.

## Biografía

### Temprana edad y educación
Kanagawa nació en Sapporo, Hokkaidō y creció en Guelph, Ontario, Sterling Heights, Míchigan y Tokio. Después de graduarse de International Christian University High School, se fue de Japón para estudiar en la universidad Middlebury College, el Skowhegan School of Painting and Sculpture, el Tyler School of Art en la Universidad del Temple y la Universidad Simon Fraser. Él ha vivido en Vancouver desde 1990.

## Carrera
Kanagawa quizás es conocido por interpretar al director Kwan en la serie de televisión Smallville. Su papel más notable es Gihren Zabi en el anime Mobile Suit Gundam. También fue la voz de Mr. Fantástico en Fantastic Four: World's Greatest Heroes. Además de actuar, es dramaturgo y guionista, y enseña escritura creativa en el departamento de inglés en la Universidad Capilano.

## Filmografía

### Películas
| Año  | Título                        | Papel                    | Notas                  |
| ---- | ----------------------------- | ------------------------ | ---------------------- |
| 1993 | Born Too Soon                 | Residente                |                        |
| 1994 | My Name is Kate               | Doctor                   |                        |
| 1994 | Voices from Within            | Medical Examiner         |                        |
| 1995 | A Child Is Missing            | Agent Kurosaka           |                        |
| 1997 | Exceso de equipaje            | Jon                      |                        |
| 1998 | Futuresport                   | Otomo Arika              |                        |
| 1999 | Resurrection                  | Tech #2                  | Película de televisión |
| 2000 | The Linda McCartney Story     | Senior Narcotics Officer | Película de televisión |
| 2000 | Best in Show                  | Pet Shop Owner           |                        |
| 2003 | Betrayed                      | Dr. Tanaka               | Película de televisión |
| 2005 | Hiro                          | Hiro                     |                        |
| 2005 | Best Friends                  | Detective Miyashiro      |                        |
| 2006 | Family in Hiding              | Kanagawa                 |                        |
| 2008 | The Day the Earth Stood Still | Dr. Ikegawa              |                        |
| 2009 | Hardwired                     | Dr. Steckler             |                        |
| 2009 | Girlfriend Experience         | John                     |                        |
| 2010 | The King of Fighters          | Saisyu Kusanagi          |                        |
| 2011 | Doomsday Prophecy             | Dr. Yates                |                        |
| 2011 | Earth's Final Hours           | Tech                     |                        |
| 2013 | Grave Halloween               | Jin                      |                        |
| 2014 | Godzilla                      | Technician               |                        |
| 2015 | El secreto de Adaline         | Kenneth                  |                        |

### Televisión
| Año       | Título                     | Papel                               | Notas |
| --------- | -------------------------- | ----------------------------------- | --- |
| 1992      | Highlander                 | Herbalist                           | Escena removida |
| 1994      | Madison                    | Maestro                             | |
| 1994      | M.A.N.T.I.S.               | Traductor de Yakuza                 | |
| 1994–2016 | The X-Files                | Dr. Yonechi / Peter Tanaka / Garner | |
| 1998–2000 | The Outer Limits           | Ron Hikida / Tali                   | |
| 1996      | Sliders                    | Henry                               | |
| 1998      | The Inpectors              | Polygraph Tech                      | |
| 2000      | Seven Days                 | Mr. Kim / Dr. Oshima                | |
| 2000      | Dark Angel                 | Theo                                | |
| 2002      | Smallville                 | Director Kwan                       | |
| 2002      | Damaged Care               | Dr. Kitano                          | |
| 2002      | Living with the Dead       | Frank the Business Consultant       | |
| 2005      | Los 4400                   | Agente Park                         | |
| 2005      | Mentes criminales          | Seattle ASAC                        | |
| 2005      | Steklo                     | Akira                               | |
| 2005      | Andromeda                  | Burma                               | |
| 2006      | Blade: la serie            | Taka                                | |
| 2007      | Intelligence               | Detective Ogawa                     | |
| 2008      | Héroes y villanos          | Mitsunari Ishida                    | |
| 2008      | What Color Is Love?        | Henry Wong                          | |
| 2009      | Supernatural               | Game Show Host                      | |
| 2009      | Reaper                     | Morris                              | |
| 2009      | Sanctuary                  | Ark-Fong Li                         | |
| 2010      | Caprica                    | Cyrus Xander                        | |
| 2010      | Human Target               | Lt. Peale                           | |
| 2010      | Fringe                     | Abogado                             | |
| 2011–12   | The Secret Circle          | Calvin Wilson                       | |
| 2012-14   | Blackstone                 | Harold                              | |
| 2013      | The Tomorrow People        | Corbin                              | |
| 2013      | Bates Motel                | Dr. Kurata                          | |
| 2014      | The 100                    | Council Member #3                   | |
| 2015      | iZombie                    | Teniente Suzuki                     | |
| 2015      | The Returned               | Dr. Hiromoto                        | |
| 2015-16   | The Man in the High Castle | Taishi Okamura                      | |
| 2015      | The Whispers               | Team Member 1 Brent                 | |
| 2015–     | Dark Matter                | Emperador Ishida Tetsuda            | |
| 2015–     | Heroes Reborn              | Hachiro Otomo/Red Samurai           | |
| 2016      | Zoo                        | Curtis                              | Episodio: "The Moon and the Star"                                                                                          |
| 2016      | Kim's Convenience          | Pastor Choi                         | Episodios: "Janet's Photos" y "Service"                                                                                    |
| 2021      | The Good Doctor            | Doctor Paul Nako                    | Episodio 17 Temporada 4 |
| 2022      | Star Trek: Discovery       | Doctor Hirai                        | Episodio 4x10: "The Galactic Barrier" Episodio 4x11: "Rosetta" Episodio 4x12: "Species Ten-C" Episodio 4x13: "Coming Home" |
| 2022      | Upload                     | Det. Sato                           | Episodio: "La Salida" |

### Doblajes
| Año     | Título                                  | Papel                  | Notas |
| ------- | --------------------------------------- | ---------------------- | ----- |
| 2001    | Mobile Suit Gundam                      | Gihren Zabi            |       |
| 2001    | Sagwa, the Chinese Siamese Cat          | The Foolish Magistrate |       |
| 2001    | Mobile Suit Gundam: Federation vs. Zeon | Gihren Zabi            |       |
| 2003    | Master Keaton                           | Fumio Hisayama         |       |
| 2004    | InuYasha                                | Saint Hakushin         |       |
| 2006–07 | Fantastic Four: World's Greatest Heroes | Mr. Fantástico         |       |
| 2007    | Black Lagoon                            | Col. Matsuto           |       |

### Videojuegos
| Año  | Título                           | Papel       | Notas |
| ---- | -------------------------------- | ----------- | ----- |
| 2001 | Mobile Suit Gundam: Zeonic Front | Gihren Zabi |       |